# 塔汉卡河
塔汉卡河（烏克蘭語：Таганка），是烏克蘭的河流，位於該國東部哈爾科夫州，發源自科羅布奇內東南面，流經丘胡伊夫区，屬於北頓涅茨河的左支流，河道全長13公里，流域面積53.4平方公里。